# 溫亮珠
溫亮珠（?—?），山西省太原府興縣人，清朝政治人物、同進士出身。
光緒二十年（1894年），参加光緒甲午科殿試，登進士三甲149名。同年五月，著交吏部掣签分发各省，以知县即用。官直隶曲阳县知县。
光绪六年《兴县志》，孙福昌、温亮珠为总纂，历数月告竣。